# Estet
Estet és un poble de la comarca aragonesa de la Ribagorça. Pertany al municipi de Montanui i és a 1.070 msnm. Té una població de 7 habitants. Antigament es deia Astet. És a la vall de Barravés, a l'esquerra del barranc d'Estet (o riu de Bertol). La seva església està dedicada a Sant Pere i és del segle xii, però amb moltes modificacions del segle xviii. Prop del poble, hi ha l'ermita de la Mare de Déu del Patrocini.
Té cases en ruïnes del segle xvi i es manté en peu la casa Fondevilla, construïda en el segle xviii.